# Latinus
Latinus, latinernes mytiske stammeheros, var efter sagnet konge i Laurentum i Latium. Mens den græske digter Hesiod i sin bog Theogonien, betegner ham som søn af Odysseus og Kirke, gælder han for romerne sædvanligvis som søn af Faunus. Da Aeneas kom til Latium fra Troja, lovede Latinus ham sin datter Lavinia til ægte, men det kom i den anledning til blodige kampe mellem trojanerne og latinerne. Kampens gang og Latinus' holdning skildres på flere afvigende måder; sædvanligvis hedder det dog, at Latinus faldt i kampen og senere ophøjedes til gud og dyrkedes i Lavinium som Jupiter Latiaris